# Cnidoscolus sellowianus
Cnidoscolus sellowianus är en törelväxtart som beskrevs av Johann Friedrich Klotzsch och Ferdinand Albin Pax. Cnidoscolus sellowianus ingår i släktet Cnidoscolus och familjen törelväxter. Inga underarter finns listade i Catalogue of Life.